# Caranx bucculentus
Caranx bucculentus es una especie de peces de la familia Carangidae en el orden de los Perciformes.

## Morfología
Los machos pueden llegar alcanzar los 66 cm de longitud total.

## Distribución geográfica
Se encuentra en las  costas del suroeste del Pacífico: desde el Mar de Arafura y el Mar de Timor hasta la costa este de Australia.